# Dyreborg
Dyreborg is een plaats in de Deense regio Zuid-Denemarken, gemeente Faaborg-Midtfyn. De plaats telt ca. 200 inwoners (2008).